# Beruete
Beruete est un village situé dans la commune de Basaburua dans la Communauté forale de Navarre, en Espagne. Il est doté du statut de concejo.
Beruete est situé dans la zone linguistique bascophone de Navarre.

## Géographie
Le village se situe au bout de la NA-4112, dans une impasse, à 39 km de Pampelune et 57 km de Saint-Sébastien. Au sud coule le ruisseau Otsolako erreka (rivière de Otsola). 
Le village est entouré par 3 montagnes. Au nord se situe le massif d'Ireber qui tire son nom du sommet le plus haut Ireber (1 207 m). À l'est se situe le mont Seanbe (1 023 m) et à l'ouest le mont Aiztondo (1 026 m).

## Architecture
Parmi les bâtiments de cette ville, l'hôtel de ville d'époque baroque se distingue par sa monumentalité. Il se compose de trois étages recouverts de pierres de taille dans les arcades et les piles, qui se terminent par un porte-à-faux en bois. Dans son élévation, le massif prédomine sur les ouvertures, qui sont petites, et au rez-de-chaussée il y a un porche à trois arcs qui protège l'accès. 
Dans la zone urbaine se trouve également une simple maison rectangulaire soutenue par trois rangées de poteaux qui rappelle des exemples d'architecture domestique guipuscoanne.

## Sites mégalithiques
Dans sa commune se trouve une partie de la station dolmen Aritz Ireber, avec les dolmens Agorritz, Azerilar, Bi Aizpen Sepultura, Makittola et Orin, ainsi qu'une partie du secteur du dolmen Basaburua, avec le dolmen d'Arkalde.

## Langues
En 2011, 67.2% de la population de Basaburua ayant 16 ans et plus avait le basque comme langue maternelle. La population totale située dans la zone bascophone en 2018, comprenant 64 municipalités dont Basaburua, était bilingue à 60.8%, à cela s'ajoute 10.7% de bilingues réceptifs.

## Festivités
Les fêtes patronales en l'honneur de Notre-Dame du Rosaire (Virgen del Rosario) ont lieu le premier week-end d'octobre.

## Patrimoine

### Patrimoine religieux
- L'église paroissiale de San Juan Bautista / San Joan Bataiatzailea (Église de Saint Jean-Baptiste)[4].
- L'ermitage de Santa Kruz situé au cimetière du village .